# Torcuato Gilbert (político)
Torcuato Gilbert (Concepción del Uruguay, 17 de septiembre de 1848-1906) fue un abogado y político argentino. Fue diputado nacional por la provincia de Entre Ríos por tres períodos (1882-1886, 1890-1894 y 1895-1898), y presidente de la Cámara de Diputados de la Nación Argentina entre 1905 y 1906.

## Biografía
Nacido en Concepción del Uruguay (Entre Ríos) en 1848, estudió en el Colegio Nacional de su ciudad natal, y luego abogacía en la Facultad de Derecho y Ciencias Sociales de la Universidad de Buenos Aires.
Se desempeñó como diputado nacional por la provincia de Entre Ríos durante tres mandatos (1882-1886, 1890-1894 y 1895-1898). Entre 1891 y 1892, fue vicepresidente primero de la Cámara de Diputados de la Nación (siendo presidente Benjamín Zorrilla), y entre julio de 1892 y mayo de 1893,  presidente de la Cámara.
Entre 1887 y 1890, fue ministro general y ministro de Hacienda del gobernador de Entre Ríos Clemente Basavilbaso. Durante ese período, en 1890 se habilitó la estación kilómetro 244 del ramal entre Gualeguaychú y Basavilbaso del Ferrocarril Entre Ríos, la cual recibió su nombre. Alrededor de la misma surgió la localidad de Gilbert.
Entre 1898 y 1899, fue ministro de Gobierno del gobernador Salvador Maciá. Fue también diputado provincial e integrante de la convención constituyente que reformó la Constitución de la Provincia de Entre Ríos en 1903.
Falleció en 1906 y fue sepultado en Paraná.